# NGC 6641
NGC 6641 é uma galáxia espiral (S) localizada na direcção da constelação de Hercules. Possui uma declinação de +22° 54' 12" e uma ascensão recta de 18 horas, 28 minutos e 57,3 segundos.
A galáxia NGC 6641 foi descoberta em 20 de Agosto de 1873 por Édouard Jean-Marie Stephan.